# Darcythompsonia scotti
Darcythompsonia scotti is een eenoogkreeftjessoort uit de familie van de Darcythompsoniidae. De wetenschappelijke naam van de soort is voor het eerst geldig gepubliceerd in 1920 door Gurney.